# Quasi-isomorphisme
En mathématiques, un quasi-isomorphisme est une application induisant un isomorphisme en homologie. Cette définition s'applique aux morphismes de complexes différentiels et notamment aux complexes de chaines ou de cochaines, mais aussi aux applications continues entre espaces topologiques via les différentes théories d'homologie.
Toute équivalence d'homotopie est un quasi-isomorphisme mais la réciproque est fausse. En particulier, l'existence d'un quasi-isomorphisme entre deux espaces n'implique pas l'existence d'un quasi-isomorphisme réciproque. Cependant, si {\displaystyle f:X\to Y} est un quasi-isomorphisme entre deux espaces simplement connexes, c'est une équivalence faible d'homotopie. Si  {\displaystyle X} et {\displaystyle Y} sont des CW-complexes, ceci implique que {\displaystyle f} est une équivalence (forte) d'homotopie par le théorème de Whitehead.
La relation d'équivalence engendrée par les quasi-isomorphismes est donc décrite par l'existence d'une chaine (zig-zag) de quasi-isomorphismes reliant deux espaces donnés. Le type d'homotopie rationnelle (en) d'un espace est ainsi la classe d'équivalence induite les quasi-isomorphismes en homologie rationnelle.
Deux complexes différentiels de groupes abéliens libres ou d'espaces vectoriels (ou, plus généralement, de modules libres sur un anneau principal)[réf. souhaitée] qui ont même homologie sont homotopiquement équivalents (donc quasi-isomorphes) mais les deux complexes suivants de groupes abéliens ont même homologie sans qu'il existe de quasi-isomorphisme entre eux (dans un sens ou dans l'autre) :

## Notation
Les quasi-isomorphismes sont parfois notés comme les équivalences d'homotopie à l'aide d'un symbole ≃, constitué d'un trait horizontal surmonté d'un tilde de même largeur (commande \simeq sous LaTeX).